# 初瀬 (戦艦)
初瀬（はつせ）は日本海軍の戦艦。敷島型戦艦の3番艦である。
艦名の由来は奈良県を流れる初瀬川 (奈良県)（大和川上流部別称）による。
日露戦争における旅順港閉塞作戦に従事中の1904年（明治37年）5月15日、ロシア海軍が敷設した機雷により爆沈した。

## 艦歴

### 日露戦争
1896年（明治29年）度から10カ年計画による「第一、二期海軍拡張計画」の中の1艦として英国ニューカッスルのアームストロング社エルジック工場で建造。
1898年（明治31年）1月10日、起工。
同年3月21日、日本海軍は海軍軍艦及び水雷艇類別標準を制定し、1万トン以上の戦艦を一等戦艦と定義した。該当する4隻（富士、八島、朝日、敷島）が一等戦艦に類別された。
4月27日、第三号甲鉄戦艦は「初瀬」、第六号一等巡洋艦は「出雲」と命名される。「初瀬」は1899年（明治32年）6月27日、進水。10月18日、軍艦4隻（初瀬、三笠、出雲、磐手）等は軍艦及水雷艇類別等級表（艦艇類別等級表）に類別された。
1901年（明治34年）1月18日、竣工する。
2月2日、ポーツマスを出発し、プリマス軍港へ移動した。2月12日、プリマスを抜錨した。4月15日、横須賀に到着する。
竣工4年目で日露戦争に参加した。1904年（明治37年）2月9日からの旅順口攻撃に参加、砲撃により戦死者2名を出す。

### 沈没
同年5月15日、「初瀬」は第一戦隊司令官梨羽時起少将の旗艦として旅順港閉塞作戦に従事していた。
旅順港外の老鉄山沖を初瀬・敷島・八島・笠置・龍田等で行動中、ロシア海軍の機雷に触雷した。敷設艦アムールは前夜に機雷50個を敷設しており、これが日本艦隊に大打撃を与えることになった。午前11時頃、「初瀬」は左舷艦底に触雷し、航行不能となる（舵機故障、左舷傾斜、艦後部沈下）。
当時は好天で、初瀬乗組員達は全く警戒していなかった。
続いて初瀬救援中の僚艦「八島」も触雷する（夕刻になり沈没、戦死者なし）。
「敷島」は戦場を離脱した。日本側は機雷もしくは潜水艦に襲撃されたと判断していた。
救援のためかけつけた「笠置」が曳航準備をほとんど終えた午後0時33分、2回目の触雷があり「初瀬」は後部火薬庫の大爆発を起こして艦後部より沈没した。
初瀬・八島触雷時、旅順要塞よりロシア海軍の駆逐艦や水雷艇が出撃してきたため、救援各艦（笠置、龍田、明石、千代田、秋津洲、大島、赤城、宇治、高砂）等は、敵艦を撃退しつつ生存者の救出に従事。初瀬戦死者492名（傭人12名を含む）、生存者337名（梨羽少将、中尾艦長を含む）。後年の調査では、戦死者495名（乗員834名）。
梨羽司令官、中尾雄（初瀬艦長）、千坂智次郎（初瀬航海長）、佐藤亀太郎（初瀬機関長）、小林恵吉郎（初瀬水雷長）等の主要幹部は「龍田」に収容され、梨羽は「龍田」に将旗を掲げた。だが第一戦隊司令部人員のほとんどが戦死した。のちに芥川龍之介の妻となる塚本文の父、塚本善五郎（第一艦隊第一戦隊先任参謀）も、本艦と共に戦死している。
日本海軍は当時保有していた主力戦艦6隻（富士、八島、敷島、朝日、初瀬、三笠）のうちの三分の一を数時間のうちに喪失した。また同日未明に巡洋艦「吉野」が沈没（味方艦春日との衝突による）。初瀬生存者（梨羽司令官を含む）・八島生存者を収容していた「龍田」も座礁、5月15日は日本海軍厄災の日となった。
1905年（明治38年）6月15日、「初瀬」は艦艇類別等級表（軍艦及び水雷艇類別等級表）より除籍された。

### 影響
日本海軍の保有戦艦6隻（富士、八島、敷島、初瀬、朝日、三笠）のうち戦艦2隻（八島、初瀬）の同時喪失は、大きな衝撃を与えた。海軍は艦艇緊急補充（装甲巡洋艦の国産化と潜水艇の建造）を提議、5月23日に諒承された。この装甲巡洋艦が筑波型巡洋戦艦2隻（筑波、生駒）、潜水艇がエレクトリック・ボート社より輸入したホランド型潜水艇である。
1935年（昭和10年）10月2日、昭和天皇は弟宮の崇仁親王（大正天皇第四皇男子）の称号について「泊瀬（初瀬）」を選んだが、後日「三笠」に変更されている。
太平洋戦争（大東亜戦争）ガダルカナル島攻防戦が繰り広げられていた1942年（昭和17年）10月から11月にかけて、日本海軍はアメリカ軍が保持するガダルカナル島ヘンダーソン基地飛行場に対し、金剛型戦艦や重巡洋艦による艦砲射撃を幾度か実施していた（ヘンダーソン基地艦砲射撃）。11月中旬に実施予定の戦艦「比叡」（第十一戦隊司令官阿部弘毅少将）と戦艦「霧島」による砲撃計画を説明された昭和天皇は以下のように訓示した。
アメリカ軍は日本艦隊を待ち構えており、11月12日夜以降ガダルカナル島やサボ島近海で繰り広げられた夜間水上戦闘や空襲によって日本軍は戦艦2隻（比叡、霧島）を含む多数の駆逐艦や輸送船を喪失、天皇の懸念は的中した（第三次ソロモン海戦）。

## 年表
- 1898年1月10日 イギリス、アームストロング・ホイットワース社で起工
- 1899年6月27日 進水
- 1901年
  - 1月18日 竣工[28]
  - 2月2日 日本へ回航[28]
  - 4月15日 横須賀に到着[30]

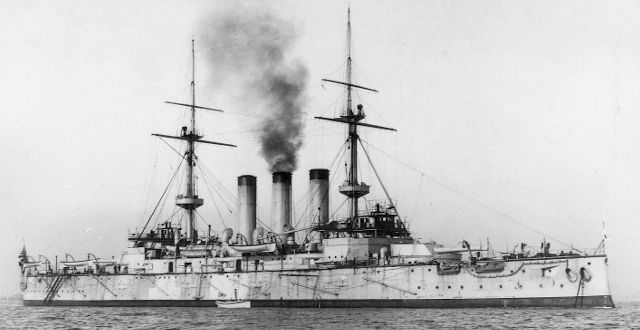
初瀬 (1901)

- 1904年 第1艦隊第1戦隊所属で日露戦争に参加
  - 2月9日から 旅順口攻撃、旅順港閉塞作戦に参加
  - 5月15日 旅順港沖で2度触雷し沈没[37]
- 1905年5月21日 除籍

## 歴代艦長
※『日本海軍史』第9巻・第10巻の「将官履歴」及び『官報』に基づく。
回航委員長
- 植村永孚 大佐：1899年3月22日 - 1900年8月1日

艦長
- 植村永孚 大佐：1900年8月1日 - 1901年7月5日
- 梨羽時起 大佐：1901年7月5日 - 1902年7月18日
- 島村速雄 大佐：1902年7月18日 - 1903年10月27日
- 中尾雄 大佐：1903年10月27日 - 1904年5月24日